# Вояджер-1

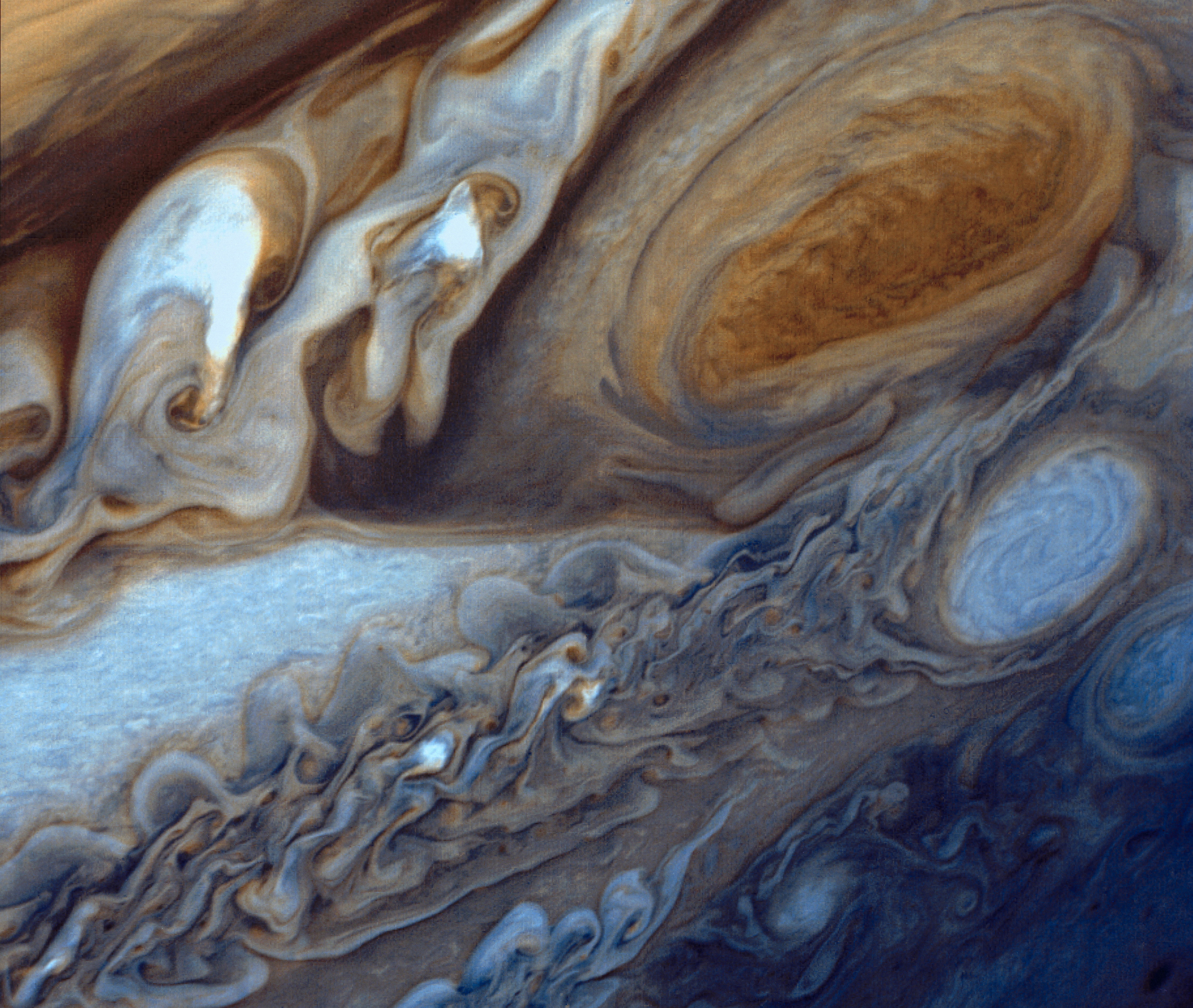
Штучно колоризоване зображення Юпітера, надіслане «Вояджером-1»

Вояджер-1 (англ. Voyager, що означає «мандрівник») — активний автоматичний роботизований космічний зонд, запущений NASA 5 вересня 1977 року для дослідження Сонячної системи та простору за її межами.

## Загальний опис
Вага «Вояджер-1» — 722 кг. Зонд перебуває в робочому стані і в рамках розширеної місії використовується для пошуку та дослідження меж Сонячної системи, включаючи пояс Койпера і далі. Початковим завданням було дослідження Юпітера та Сатурна; це був перший зонд, який зробив детальні зображення супутників цих планет.
«Вояджер-1» є найвіддаленішим від Землі створеним людиною об'єктом, який віддаляється як від Землі, так і від Сонця на порівняно більшій швидкості, ніж будь-який інший зонд. Попри те що двійник «Вояджер-2» було запущено на 16 днів раніше, «Вояджер-2» ніколи не наздожене «Вояджер-1». Зонд програми «Нью-Горайзонс», запущений до Плутона на більшій ніж обидва «Вояджери» швидкості, також не наздожене «Вояджер-1» або «Вояджер-2», оскільки «Вояджер-1» та «Вояджер-2» декілька разів застосували гравітаційне прискорення. Коли зонд «Нью-Горайзонс» досягне такої ж, як зараз у «Вояджера», відстані від Сонця, його швидкість буде приблизно 13 км/с, у порівнянні з 17 км/с у «Вояджера-1» та 16 км/с у «Вояджера-2».
Комп’ютерна система «Вояджера-1» складається з трьох основних блоків: системи управління польотом (CCS), системи збору наукової інформації (AACS) та системи радіозв'язку.
Основними цілями «Вояджера-1» були планети Юпітер і Сатурн, їхні супутники та кільця. Після виконання програми дослідження цих планет місія зонда була перенацілена на виявлення геліопаузи та виміри елементарних частинок у сонячному вітрі та міжзоряному просторі.
Обидва зонди «Вояджер» надовго перевершили початкові очікування терміну використання. Кожен зонд отримує електричну енергію від трьох радіоізотопних термоелектричних генераторів, котрі, як очікується, вироблятимуть достатньо електричної енергії для зв'язку з Землею до 2025 року.

## Хід місії
Станом на 22 вересня 2017 року, «Вояджер-1» перебував на відстані приблизно 140 а.о. (20,94 млрд км) від Сонця й увійшов до зони кордону між Сонячною системою та зовнішнім космосом — величезного простору, у якому вплив Сонця поступається впливу інших тіл у Галактиці.

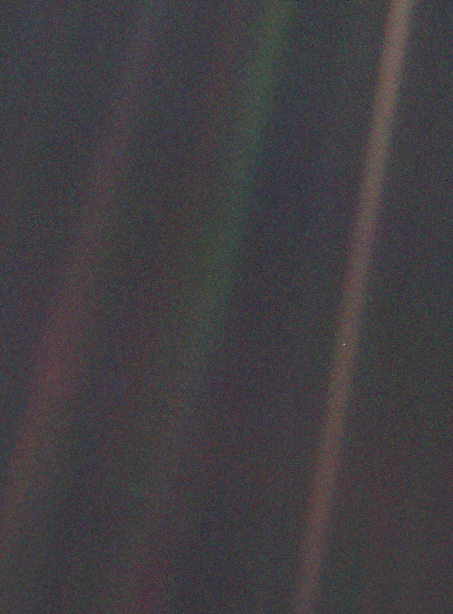
Бліда блакитна цятка: Фото Землі з відстані 6,4 млрд км. Земля виглядає як маленька крапка в смузі розсіяного сонячного світла

Траєкторія польоту «Вояджера-1», великі планети забезпечили додаткове гравітаційне прискорення апарата

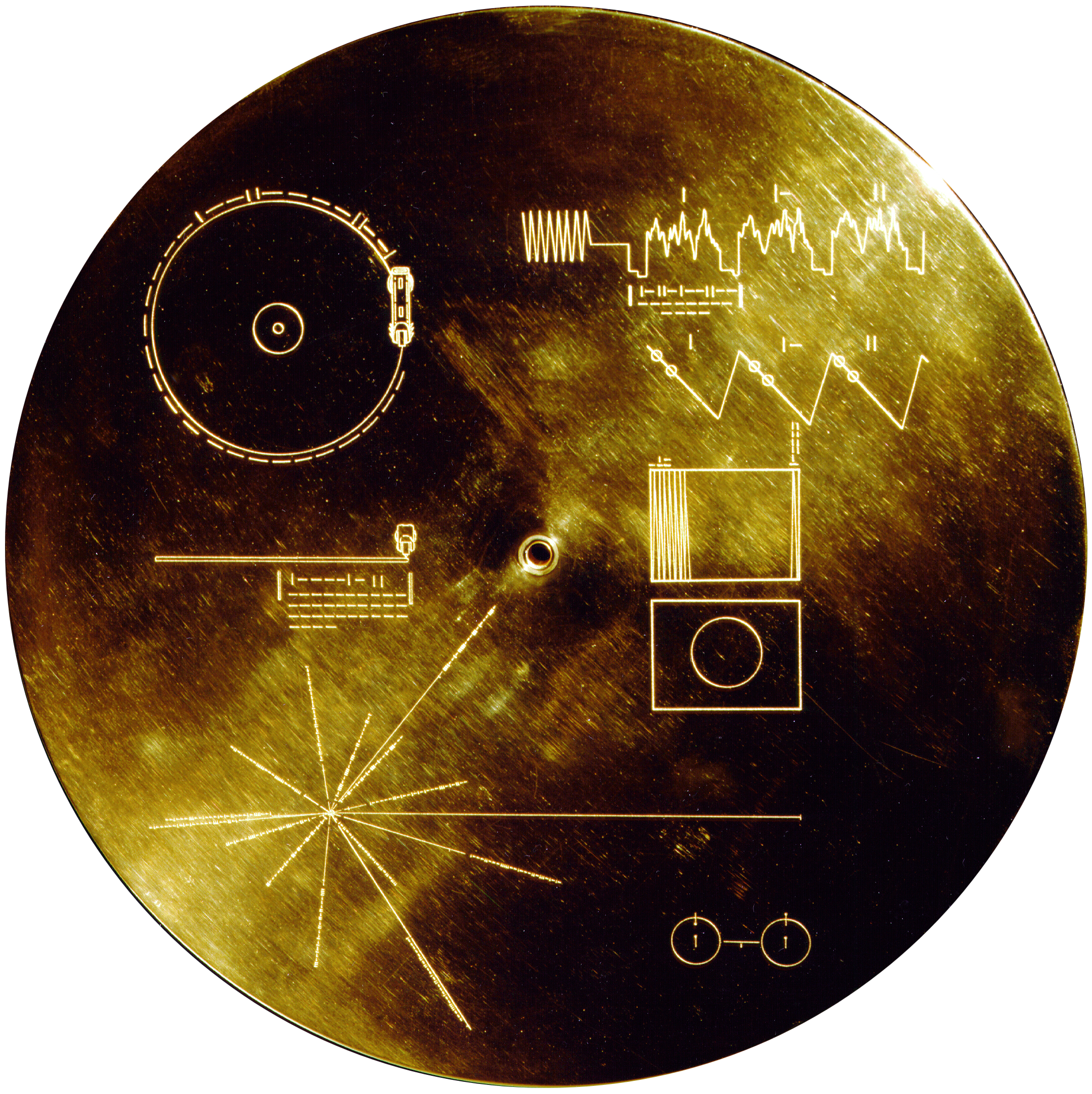
Золотий аудіо-візуальний диск «Вояджера»

Станом на 14 липня 2022 року «Вояджер-1» досяг відстані 23,381 млрд км (14,528 млрд миль; 156,29 а.о.) від Землі та 23,483 млрд км (14,592 млрд миль; 156,97 а.о.) від Сонця.Mission Status на 2022-07-14
Поточне завдання полягає в дослідженні геліопаузи, відомої межі нашої зоряної системи. «Вояджер-1» залишився в робочому стані після виходу за межі геліопаузи (ставши першим зробленим людиною об'єктом, що вийшов за межі нашої зоряної системи). Науковці отримали результати перших безпосередніх вимірів умов у міжзоряному просторі, що може надати підказки до питань виникнення та природи Всесвіту. На цій відстані сигнали від «Вояджера-1» досягають центру керування Лабораторії реактивного руху (JPL) за майже 19,5 год.
Станом на 19 січня 2012 року, сигнал від «Вояджера-1» становив 10−16 Вт і надходив до Землі за 16 год. 38 хв.
«Вояджер-1» рухається за гіперболічною траєкторією та досягнув третьої космічної швидкості, що означає, що його орбіта не повернеться до Сонячної системи. Як і «Піонер-10», «Піонер-11», «Вояджер-2» та «Нью-Горайзонс», «Вояджер-1» є міжзоряним зондом.

### Вихід за межі геліосфери
14 червня 2012 року апарат вийшов на кордон зоряного простору Сонця. Прилади автоматичної станції зафіксували різке зростання рівня галактичних космічних променів — високоенергетичних заряджених частинок міжзоряного походження та різке зниження кількості заряджених частинок, що виходять від Сонця.

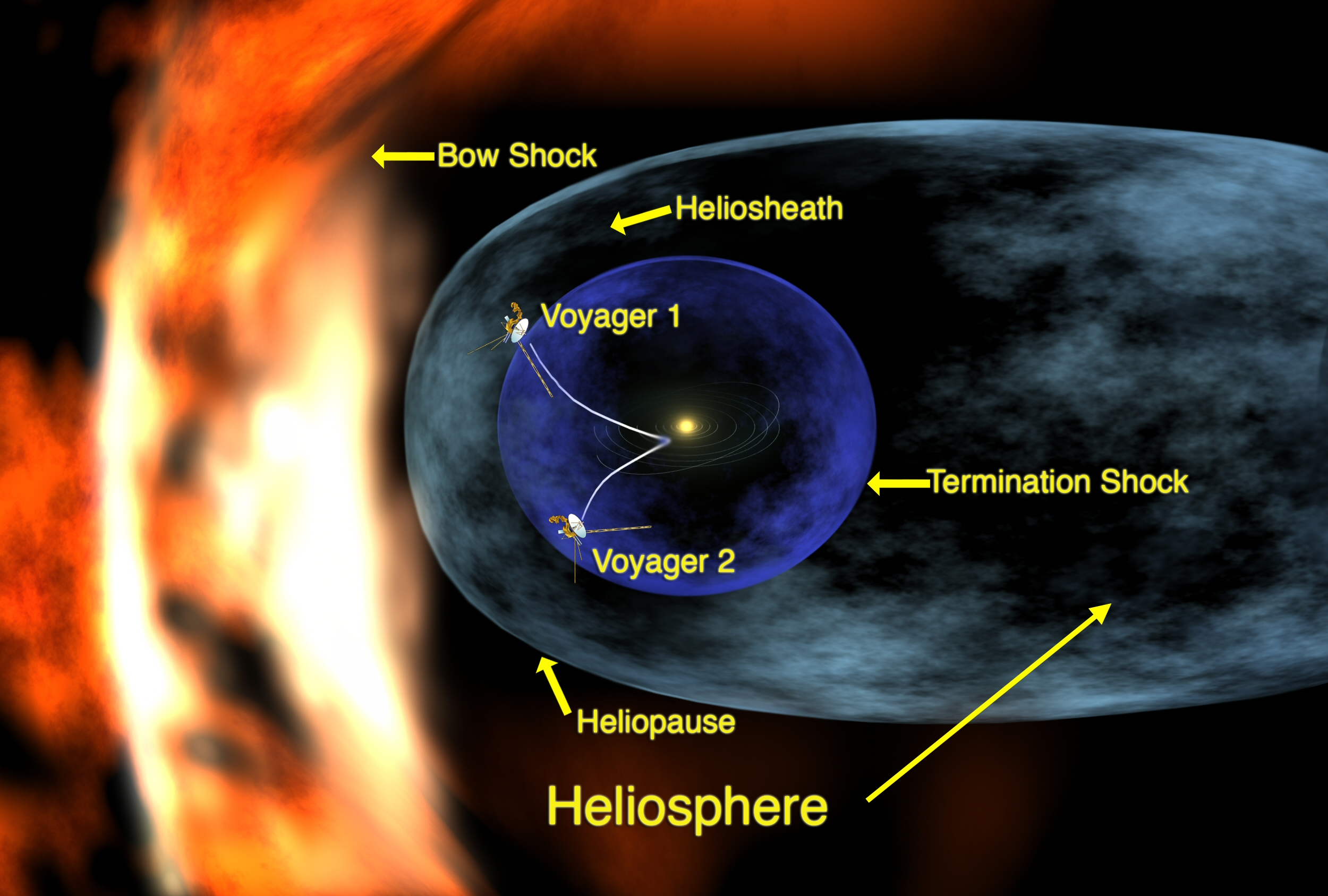
Умовне зображення геліосфери та розташування у ній космічних апаратів «Вояджер-1» та «Вояджер-2».

25 серпня 2012 року, коли «Вояджер-1» перебував на відстані 122 а. о. від Сонця, його прилади зареєстрували значне зростання кількості іонів високих енергій і обвальне зниження кількості іонів низьких енергій. Однак для незалежного підтвердження були потрібні дані про напруженість магнітного поля і про щільність плазми в області польоту КА. Їх вдалося отримати 9 квітня 2013 року, під час сонячного спалаху, коли прилад для вимірювання плазмових хвиль PWS вловив коливання плазми з частотою 2,6 кГц, яка відповідала щільності електронної плазми 0,08/см3. Зростання цього параметра у 40 разів порівняно з попереднім значенням визнали достатнім підтвердженням серпневих даних про концентрації іонів. Додаткова обробка результатів вимірювань за листопад і жовтень 2012 року дала змогу виявити аналогічні коливання та остаточно підтвердити висновок про досягнення «Вояджером-1» кордону геліосфери.
12 вересня 2013 року агенція NASA офіційно підтвердила, що на основі даних, отриманих за серпень 2013 року, можна стверджувати, що «Вояджер-1» став першим в історії людства космічним апаратом, який покинув геліосферу і вийшов у міжзоряний простір. Вплив геліосфери хоча й ослабнув, але все ж зберігається.
Після підтвердження інформації NASA про вихід «Вояджера-1» за межі геліосфери, значна кількість ЗМІ помилково оголосила про вихід апарата також за межі Сонячної системи, що насправді може статися лише через 30 тисяч років. Річ у тому, що Сонячна система — це сфера в космічному просторі, де гравітація Сонця домінує над гравітацією будь-якої іншої зорі, а геліосфера — це набагато менша сфера всередині Сонячної системи, де сонячний вітер переважає над випромінюванням будь-якого іншого космічного об'єкта. «Вояджер-1» нині подолав лише 1/7 від відстані до орбіти карликової планети Седна, до якої ще близько 250 років подорожі. Основна ж частина хмари Оорта, яка є джерелом комет у Сонячній системі, взагалі розташовується на відстані 1—2 світлових роки від Сонця (10—20 трлн км).
3 грудня 2017 року NASA вдалося запустити двигуни космічного апарата, які востаннє запускали в 1980 році. Двигуни використовуватимуть для коригування орієнтації апарата, щоб його антени були спрямовані на Землю. Сигнал до космічного апарата йшов 19 год. 35 хв..

### Вихід за межі Сонячної системи
Станом на початок травня 2022 року, «Вояджер-1» покинув межі Геліосфери й перебуває в міжзоряному просторі на відстані 23,3 млрд км від Землі. Сигнал із Землі до апарата прямує 20 год. 33 хв., і стільки ж часу потрібно, щоб отримати відповідь. Космічний апарат, попри те, що знаходиться в космічному польоті 45 років, продовжує надсилати наукові дані та працює у звичайному режимі. Проте, згідно повідомлення в Space, у нього спостерігаються проблеми з системними даними. Показання системи артикуляції та контролю положення Attitude Articulation and Control System (AACS), яка підтримує правильну орієнтацію в просторі та допомагає підтримувати зв'язок із Землею, не показують того, що насправді відбувається з апаратом. Все вказує на те, що система AACS все ще працює, але дані телеметрії, які повертає система, є хибними. Вченим команди, що супроводжують місію, здається, що «Вояджер-1» заплутався у визначенні свого розташування. Проте він не перейшов у безпечний режим роботи й не подав сигнал тривоги на Землю та продовжує подавати сигнали у звичайному режимі.

### Заходи з метою продовження місії
25 лютого 2025 року, інженери NASA вимкнули підсистему космічних променів «Вояджера-1», що складалася з трьох телескопів, які вивчали космічні промені, їх енергію та потік. Як повідомляється, кожен з «Вояджерів» стартував із Землі з 10 науковими приладами на борту, проте станом на початок 2025 року, на кожному з них, працездатними залишилося лише по три прилади. Вжиті заходи з енергозбереження дозволять космічному зонду «Вояджер-1», який перебуває поза межами Сонячної системи, працювати до 2030-х років, хоча й з обмеженими можливостями.

## Збої в роботі
20 жовтня 2023 року, на борти «Вояджера-1» та «Вояджера-2» було передано оновлення програмного забезпечення (ПЗ), яке розробила Лабораторія реактивного руху NASA. Джерело проблеми було відстежено в системі збору наукової інформації (AACS), яка відповідає за підтримання вирівнювання антени зонда щодо Землі. Хоча апаратне забезпечення AACS залишалося неушкодженим і працювало, воно незрозумілим чином спрямовувало свої телеметричні дані через бортовий комп'ютер, який не працював, що призводило до спотворення переданих даних. Очікується, що оновлення ПЗ вирішить проблему з пошкодженими даними.
13 грудня 2023 року, за повідомленням NASA, в роботі космічного зонда «Вояджера-1» стався черговий збій. А саме, система польотних даних «Вояджера-1» Flight Data System (FDS), яка збирає бортову інженерну інформацію і дані від наукових інструментів космічного апарата перестала належним чином зв'язуватися з телекомунікаційним блоком зонду (TMU). Проте апарат все ще може приймати команди із Землі, а NASA продовжує спроби розв'язати існуючу проблему.
15 лютого 2024 року, видання Live Science повідомило, що космічний зонд «Вояджер-1» має проблему з системою зв'язку, і команда управління польотом побоюється, що більше ніколи не зможе відновити контакт з ним.
Станом на початок березня 2024 року «Вояджер-1» продовжував передавати на Землю стійкий радіосигнал, проте з листопада 2023 року він не приносить жодних корисних даних, що вказує на проблему з одним із трьох його бортових комп'ютерів. 3 березня 2024 року, за повідомленням телеканалу CNN, «Вояджер-1» надіслав на Землю сигнал не у звичному форматі, який інженерам з Deep Space Network NASA, на тлі інших безладних даних, вдалося розшифрувати.
13 березня 2024 року, як повідомило NASA, інженери знайшли джерело проблеми на «Вояджері-1»: одна з мікросхем пам'яті FDS була пошкоджена. «Інженери не можуть з упевненістю визначити, що спричинило цю проблему. Дві можливості: мікросхема могла бути пошкоджена енергійною частинкою з космосу або ж вона просто могла зноситися за 46 років», — йдеться в повідомленні. Проте зазначається, що існує обхідний шлях, щоб запустити FDS без мікросхеми, яка вийшла з ладу — відновити вихідні дані космічного апарата і дозволити йому продовжувати надсилати читабельну інформацію з поза меж Сонячної системи.
20 квітня 2024 року, після декількох місяців надсилання незрозумілого набору інформації через поломку, «Вояджер-1» успішно передав на Землю чіткі дані про стан своїх систем. Станом 29 листопада 2024 року, згідно повідомлення ресурсу IFLScience, «Вояджер-1» з відстані близько 24,9 млрд км від Землі зміг відновити регулярні операції.